# 父与子 (漫画)

1935年第一部《父与子》单行本中的标题插图

父与子（德語：Vater und Sohn）为德国漫画家埃·奥·卜劳恩所创作的无字连环幽默漫画，于1934年12月至1937年12月连载于《柏林画报》每周的漫画专栏上，并最早由乌尔斯泰因出版社结集出版。该系列漫画讲述了胖乎乎的光头父亲和他的小不点儿子之间，不断遭遇各种突发事件并予之解决的日常生活。漫画的素材取自作者与其子克里斯蒂安的生活经历，在发表后获得了极大的成功。

## 情节与排版
- 首篇《糟糕的家庭作业》（Der schlechte Hausaufsatz），于1934年；亦名《父之过（爸爸帮过了）》 （Vater hat geholfen）
- 《失踪的儿子》（Der verlorene Sohn），于1935年5月，最初题为《小捣蛋鬼》（Der kleine Auskneifer）
- 《忘记放葡萄干》（Die vergessenen Rosinen），于1935年3月
- 《鱼的信》（Der Brief der Fische），于1935年5月
- 《结局好一切都好》（Ende gut, alles gut）, 于1936年1月
- 在《有其父必有其子》（Die Familien-Ohrfeige）中登场的祖父和曾祖父，于1936年
- 《礼尚往来》（Beruehmtheiten tauschen Autogramme）以夏季奥运会为主题并为此进行宣传推介，于1936年8月
- 《出名的坏处》（Kehrseite des Ruhms），于1937年
- 系列终篇《告别（最伟大的冒险）》 （Abschied (Das größte Abenteuer)），于1937年

该系列的漫画故事每篇常由3至9格无字黑白图片组成，一篇对应一段故事，有时则会用两页或几篇对应一段完整的故事，每段故事的情节多数都是相互独立的。父与子二人在《一大笔遗产》（Die große Erbschaft，1937年）一篇中因为出乎意料地继承了一大笔财富而过上了富人生活，但在《夏日旅行事故》（Zwischenfall auf einer Sommerreise，1937年）一篇中因为他们在旅行中意外从船上跳水，搁浅在一座孤岛上展开求生生活，直到《回家》（Wieder zu Hause，1938年）一篇中，二人才平安返回他们最初的房子中，可是之后却对他们之前获得的财富没有再进行描写。
书中除父与子外的其他人物大多都只登场了一次，例外的是祖父（Großvater）与曾祖父（Urgroßvater），他们在书中都有多次登场。

## 诞生与出版
1934年，时受雇于乌尔斯泰因出版社的编辑柯尔特·库森贝格接到任务，要求他寻找能够为《柏林画报》创作新的人物形象的插画师。在他找到的20名插画师候选人中，经过接触，他最终选择了埃里希·奥泽尔。在交到库森伯格手上的草稿之中，就有一张是尚未刊载的，即日后《父与子》的草稿。奥泽尔由于威瑪共和國时期创作的政治讽刺漫画，导致了他未获得帝国文化协会的成员资格，使其事实上被禁止从业，因此若要在杂志上刊登他的作品，就必须另辟蹊径。于是在出版社争取下，在国民教育与宣传部收到了可以让奥泽尔“在化名下进行非政治性创作并发表”的许可。因此，奥泽尔创作的《父与子》系列漫画一直都是以“埃·奥·卜”为署名发表的。其中，“埃·奥”两字代表他本名的缩写，最后的“卜”则是指他成长的家乡普劳恩。此后，他也一直以“埃·奥·卜劳恩”作为自己的笔名。
1934年12月13日，第一篇《父与子》漫画题名《糟糕的家庭作业》在《柏林画报》上刊登，使杂志销量骤增。一直到1937年12月全系列最后一篇发表之前，《柏林画报》上共计刊载了157篇父与子漫画，尽管卜劳恩之前被禁止从业，在乌尔斯泰因出版社的倡议下，作为他以冬季援助事业、1936年德国国会选举以及1936年夏季奥林匹克运动会为主题进行宣传创作的回报，他终于能够不再被这份禁令所束缚。在卜劳恩个人的意愿下，父与子系列漫画在柏林画报1937年第49期，以漫画告别的形式宣告连载完结，在这一篇中，两位主人公向着地平线方向远行，他们逐渐走向天空，化为了月亮和星星。倒数第二篇漫画的情节，则描绘了父与子惊讶地发现大街上突然到处都是以他们的形象售卖的各种商品、演出等，他们感到十分不安，卜劳恩意在借此表达自己对这部系列漫画受到不断增加的广泛欢迎的同时，产生的过度商业化之问题的担忧，此时的该系列漫画已经凭借其妙趣横生的长期连载收获了大量人气。
1935年乌尔斯泰因出版社首次以1万本的印刷量出版了题为《父与子：50则搞笑故事与冒险》（Vater und Sohn – 50 lustige Streiche und Abenteuer）的系列单行本，其中收录了40篇已刊载的漫画篇目，以及10篇全新篇目，由库森贝格以笔名汉斯·欧尔（Hans Ohl）为本书作序。因为广受欢迎，后又加印至9万本。之后，单行本续集分别于1936年及1938年出版。两部续集都有7万本的印量。

二战后，康斯坦茨的南方出版社（Südverlag）取得本书版权。在2014年12月31日前，南方出版社和众多得到出版授权的出版商在德语地区发行了众多版本的《父与子》漫画集，这些出版商也包括東德的欧伦史毕格出版社，因此《父与子》合集的发行量很快就到了数十万级。
《父与子》系列漫画共计有194篇。以这些漫画都是由E·O·卜劳恩创作为前提的情况下，它们已于2015年1月1日起进入公有领域。

## 反响
1962年《时代周报》将本漫画誉为“本世纪最受欢迎的搞笑漫画”。同样，德国漫画家、作家埃卡特·萨克曼评论其为：“以一种最合适的形式展现出了...那个时期无可避免陷入的老套风格...漫画呈现出的，于人们而言，既平实却又远离现实...一如世纪之交的《飞叶》（所呈现的）。”作家安德烈亚斯·C·克尼格在他的《50部经典漫画》（50 Klassiker Comics）中，对《父与子》有专门的整整一章，他在其中评价卜劳恩“创造了永恒的经典”，然而“在这部作品收获的人气背后，却有着作者本人所被遗忘的（悲剧）命运”。伯恩德·多勒·温考夫（Bernd Dolle-Weinkauff）也评价本漫画故事为“德国的一部绘画故事新经典”，但他仅将之放在哑剧漫画的类别下，而没有在更广义的“漫画”范畴中进行比较。
1960年，作曲家阿尔布雷希特·罗森斯腾格尔和保罗·迪沃（Paul Diwo）将本漫画改编为了学校音乐教育性质的作品《父与子：埃·奥·卜劳恩之后的欢乐合唱》。
在卜劳恩的故乡普劳恩市中，立有父与子纪念雕像，该雕像由雕刻艺术家埃里克·塞德尔（Erik Seidel）创作，1995年由普劳恩出身的企业家汉斯·卢沃尔（Hans Löwel）捐赠。雕刻家让两名角色手拉手，从一部敞开的书本中跃然而出。雕像最初立在车站路（Bahnhofstraße），2010年起迁至诺贝尔路（Nobelstraße）的卜劳恩故居前。
2017年9月18日，时任萨克森州运输部长马丁·杜利希提出特别允许州道路建设和运输办公室在普劳恩市内换上父与子主题的，在两年的评估期后再决定是否永久保留，该提案是受美因茨的美因茨小子主题交通信号灯所启发。2020年，由于反响良好，办公室决定再次批准延长这种交通信号灯的许可至2022年，之后又分别在2022年和2024年获得延长，在确定其对道路交通安全的影响后再决定是否能永久保留。

### 图集

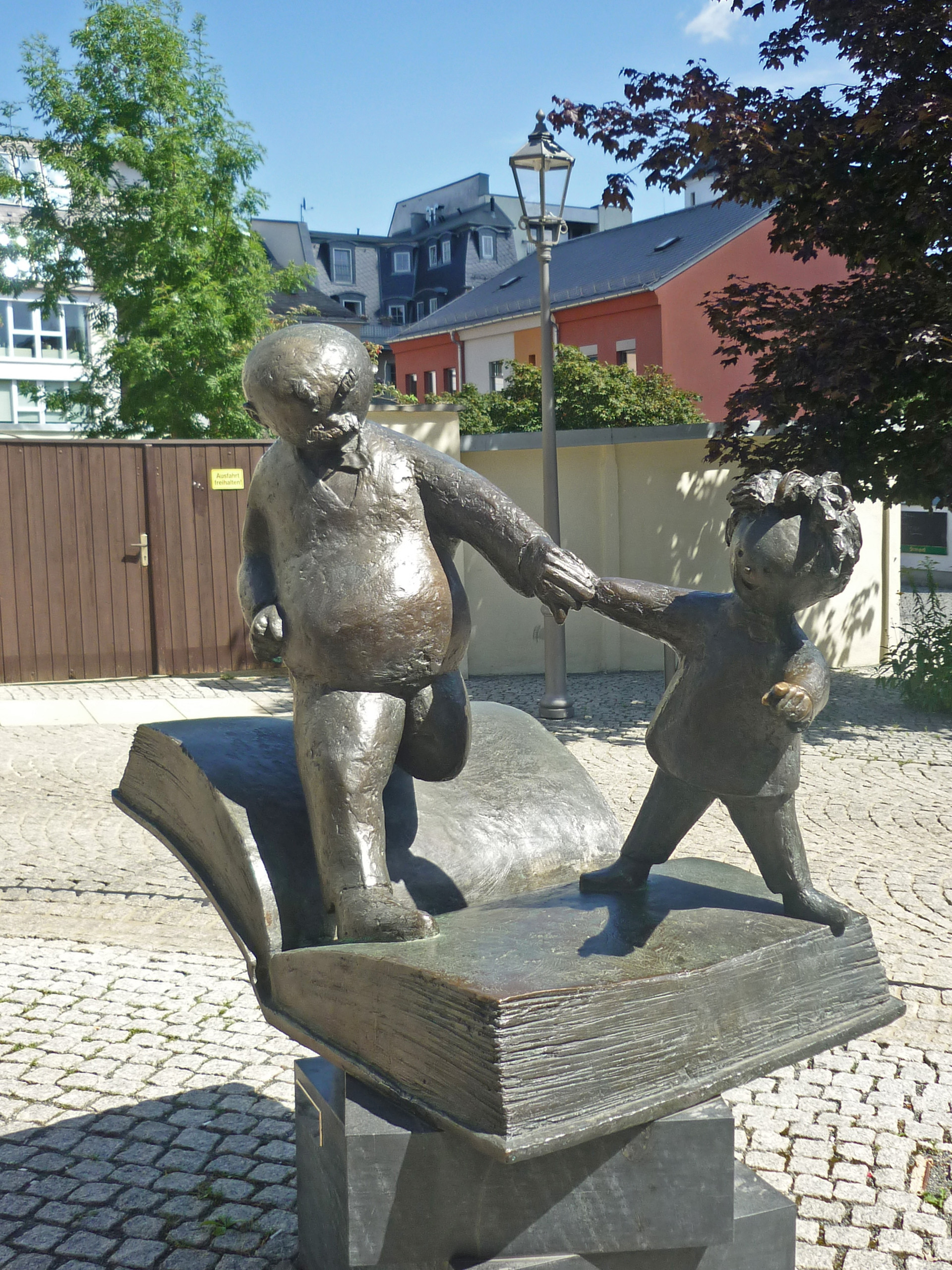
卜劳恩故居前的父与子雕像
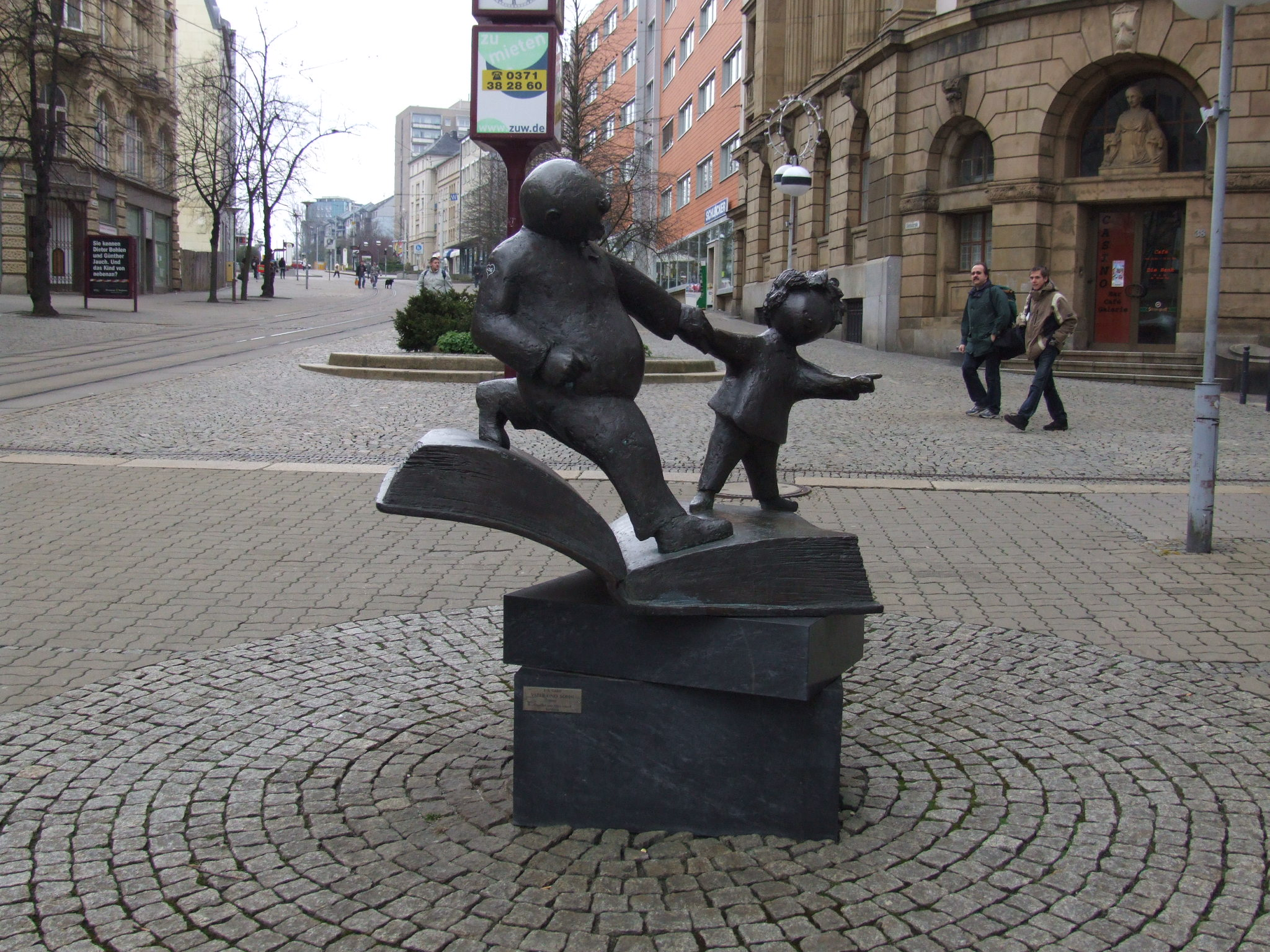
车站路上的父与子雕像（2008年）
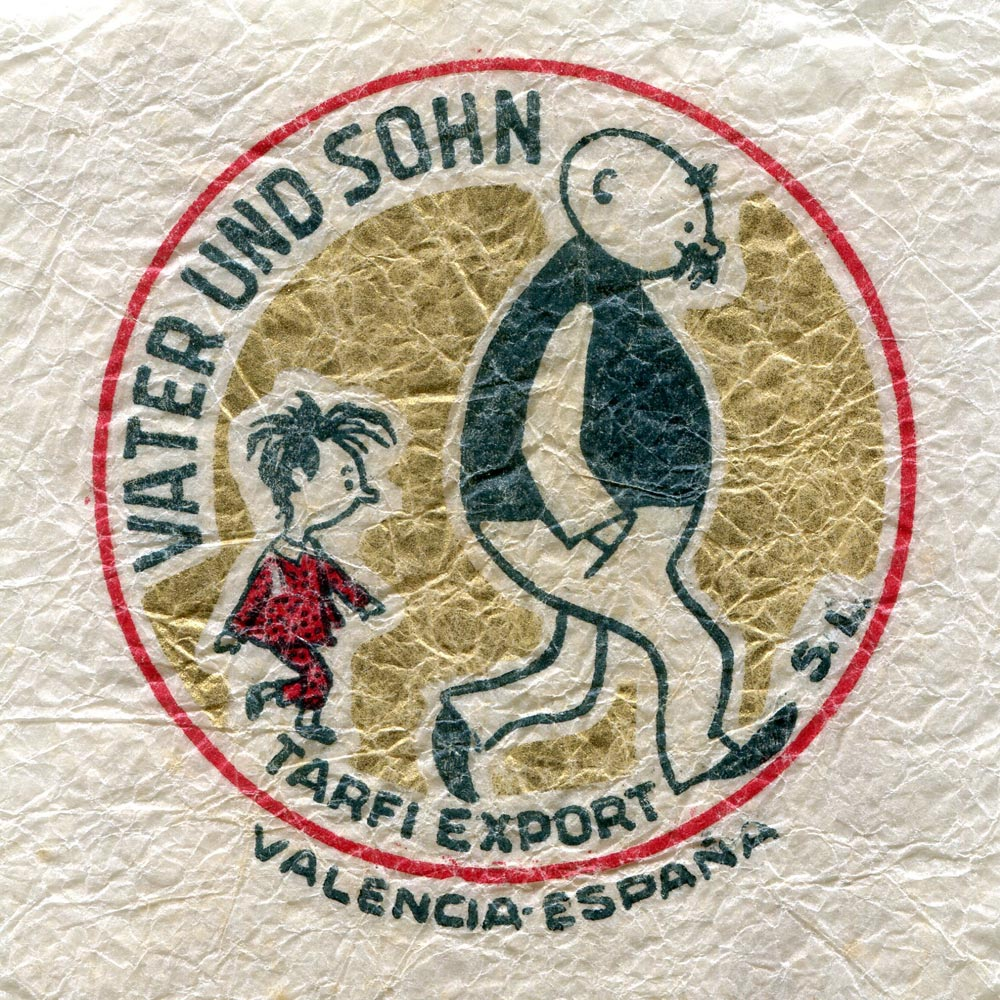
西班牙瓦伦西亚产橙（英语：Valencia orange）的一款包装纸，上画有父与子的图像
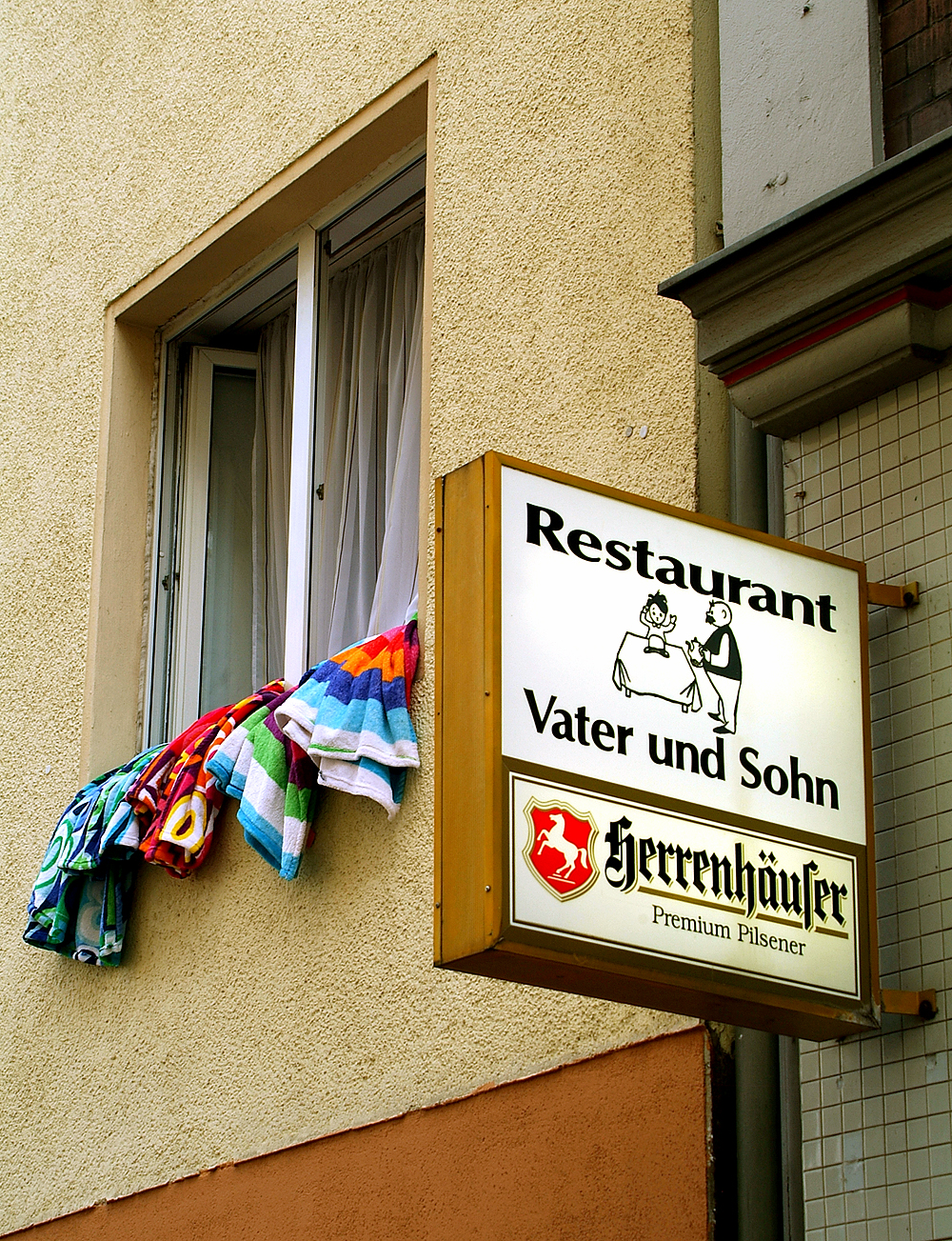
汉诺威“父与子”餐厅的招牌
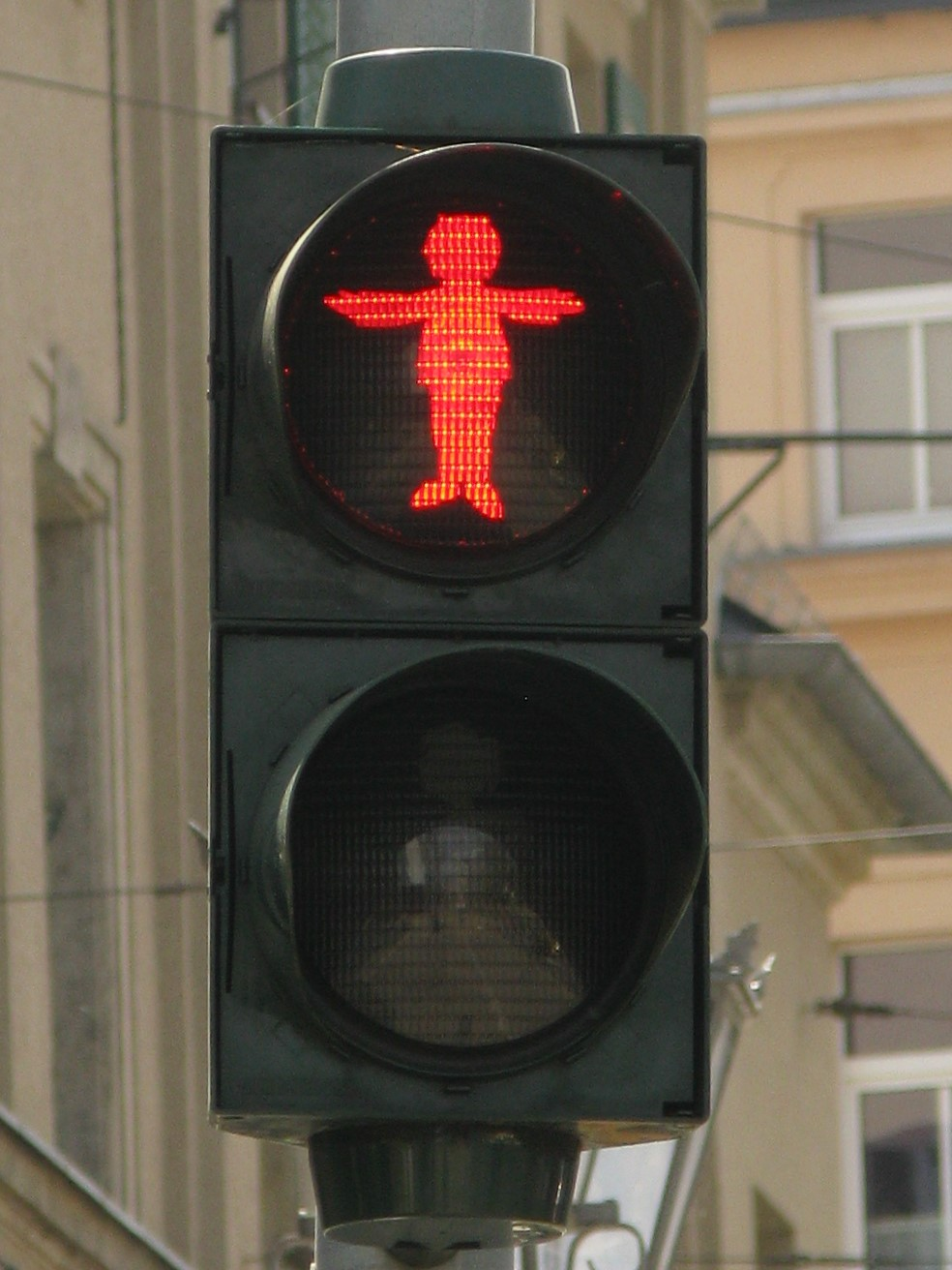
普劳恩的父与子主题交通信号灯（红-父）
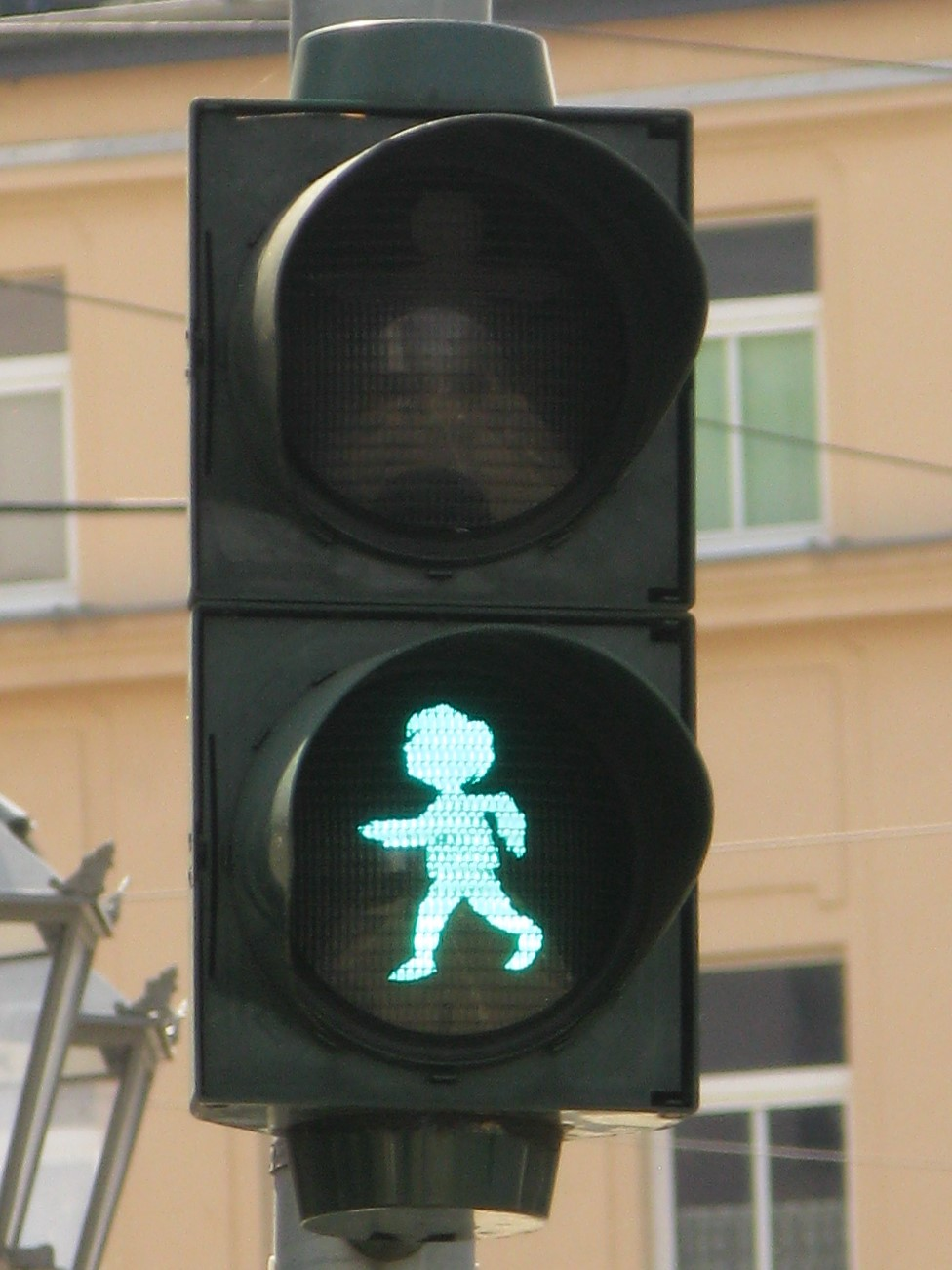
普劳恩的父与子主题交通信号灯（绿-子）

## 续集
2015年帕尼尼出版集团推出了续作《父与子新编》（Neue Geschichten von Vater und Sohn），乌尔夫·K负责作画，马克·利萨诺（Marc Lizano）负责编写剧情，2016年推出了第二卷。

## 延伸阅读
- Andreas C. Knigge. . Frankfurt am Main / Berlin / Wien: Ullstein. 1986: S. 40–43. ISBN 3-548-36523-X （德语）.
- Andreas C. Knigge. . Frankfurt am Main / Berlin: Ullstein. 1988: S. 347–348. ISBN 3-548-36554-X （德语）.
- Andreas C. Knigge. . Hildesheim: Gerstenberg. 2004: S. 78–81. ISBN 3-8067-2556-X （德语）.
- Eckart Sackmann. . Deutsche Comicforschung 2013. Hildesheim. 2012 （德语）.